# A22高速公路 (葡萄牙)
A22高速公路（葡萄牙語：A22），又稱薩格勒什親王公路（Via Infante de Sagres/Via do Infante）是葡萄牙南部的一條高速公路，橫貫阿爾加維。西起本薩夫林，經瓜迪亞納河國際大橋，至西班牙，全長133公里。
全線四線行車，設有十八處交流道、四處服務區。1991年起分段通車，2003年全線完工。
- 来自西班牙的A-49对葡萄牙A-22（页面存档备份，存于）